# Галкина, Екатерина Владимировна
Екатери́на Влади́мировна Га́лкина (род. 10 августа 1988, Москва) — российская кёрлингистка, двукратная чемпионка Европы (2006 и 2012), двукратный призёр чемпионатов мира, трёхкратная участница Олимпийских игр (2006, 2010 и 2014), многократная чемпионка России. Заслуженный мастер спорта России (2013). Тренер по кёрлингу.

## Биография
Первым спортивным увлечением Екатерины Галкиной было синхронное плавание, которым она занималась два года, после чего перешла в кёрлинг в ЭШВСМ «Москвич». В составе различных команд, входящих в структуру клуба «Москвич», Галкина пять раз становилась чемпионкой России. На клубном уровне её партнёршами на протяжении 10 лет неизменно являлись Людмила Прививкова и Маргарита Фомина. В 2015 году перешла в команду скипа Анны Сидоровой.
С 2003 по 2010 выступала за молодёжную сборную России, в составе которой выиграла золотые медали мирового первенства 2006 года.
В декабре 2004 года Екатерина Галкина в 16-летнем возрасте дебютировала в национальной сборной России и с этого времени неизменно входит в её состав. За это время она приняла участие в трёх зимних Олимпийских играх, десяти чемпионатах мира, одиннадцати чемпионатах Европы, пяти зимних Универсиадах. Четырежды на этих крупнейших международных соревнованиях она выигрывала золотые медали и ещё 7 раз — серебряные и бронзовые. По игровому амплуа является свипером, выступая в сборной России на позиции первого номера.

## Достижения

### Со сборными
- Двукратная чемпионка Европы — 2006, 2012;
  - Серебряный призёр чемпионата Европы 2014;
  - Бронзовый призёр чемпионата Европы 2011.
- Двукратный бронзовый призёр чемпионатов мира — 2014, 2015.
- Трёхкратная участница Олимпийских игр — 2006, 2010, 2014.
- Двукратная чемпионка зимних Универсиад в составе студенческой сборной России — 2013, 2015;
  - Двукратный серебряный призёр зимних Универсиад — 2007, 2011;
  - Бронзовый призёр 2009.
- Чемпионка мира среди молодёжных команд 2006.

### С клубами
- 5-кратная чемпионка России[2] — 2006, 2011, 2013, 2015, 2016.
  - 6-кратный серебряный призёр чемпионатов России — 2005, 2007, 2008, 2009, 2010, 2012.
  - Бронзовый призёр чемпионата России 2014.
- Двукратный обладатель Кубка России среди женщин — 2008, 2010.
  - Трёхкратный серебряный призёр Кубка России среди женщин — 2007, 2011, 2018.
- Двукратный чемпион России среди смешанных команд (2009, 2012).
  - Серебряный призёр чемпионата России среди смешанных команд (2008).
- Серебряный призёр Кубка России среди смешанных команд (2011).

## Результаты как тренера национальных сборных
| Год  | Турнир                                        | Сборная                 | Место |
| ---- | --------------------------------------------- | ----------------------- | ----- |
| 2025 | Зимняя Универсиада 2025                       | Италия (женщины)        | 8     |
| 2025 | Зимняя Универсиада 2025                       | Италия (смешанная пара) | 4     |
| 2025 | Чемпионат мира по кёрлингу среди юниоров 2025 | Италия (юниоры жен.)    | 10    |

## Награды
- Заслуженный мастер спорта России[3].
- Благодарность Президента Российской Федерации (24 декабря 2013 года) — за высокие спортивные достижения на XXVI Всемирной зимней Универсиаде 2013 года в городе Трентино (Италия)[4]